# 舍伍德 (奧勒岡州)
舍伍德（Sherwood）是美國奧勒岡州華盛頓縣的一座城市，人口20,450人。城市名稱可能來自於密西根州的舍伍德，或英格蘭的雪伍德森林。

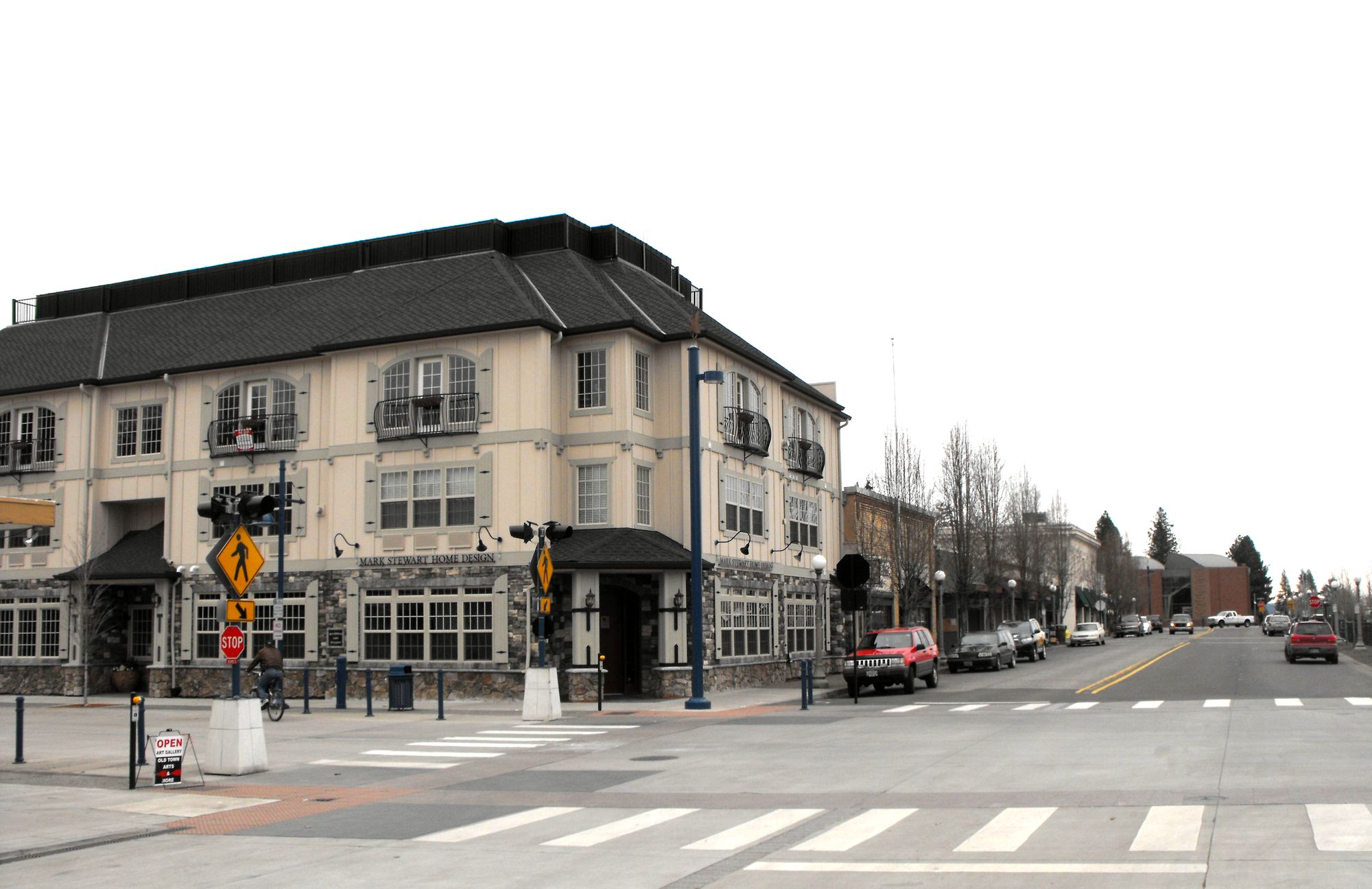
舍伍德

1. ↑  . United States Census Bureau.   [2012-12-21]. （原始内容存档于2021-07-09）.